# Enoch Lincoln

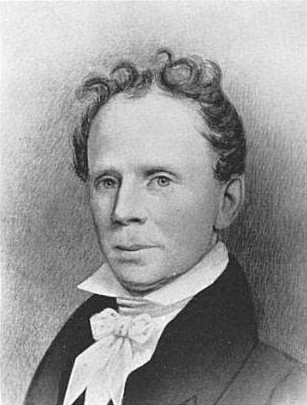
Enoch Lincoln

Enoch Lincoln (* 28. Dezember 1788 in Worcester, Massachusetts; † 8. Oktober 1829 in Augusta, Maine) war ein US-amerikanischer Politiker (Demokratisch-Republikanische Partei) und von 1827 bis 1829 Gouverneur des Bundesstaates Maine.

## Frühe Jahre
Enoch Lincoln besuchte die Harvard University. Nach seinem Jurastudium wurde er 1811 als Rechtsanwalt zugelassen. Danach praktizierte er in Salem. Zwischen 1815 und 1818 war er stellvertretender US-Bezirksstaatsanwalt. Lincolns politischer Aufstieg begann im Jahr 1818, als er in das Repräsentantenhaus der Vereinigten Staaten gewählt wurde. Dort verblieb er bis 1826, wobei er zunächst Massachusetts und später Maine vertrat. In diesem Jahr wurde er zum Gouverneur des 1820 entstandenen Staates Maine gewählt.

## Gouverneur von Maine
Lincoln trat sein neues Amt am 3. Januar 1827 an. In den Jahren 1827 und 1828 wurde er jeweils von den Wählern in seinem Amt bestätigt. In seiner Amtszeit wurde Augusta zur Hauptstadt von Maine bestimmt. Der Gouverneur setzte sich auch für eine verbesserte Bildungspolitik ein. Die Grenzstreitigkeiten im Nordosten mit Kanada blieben allerdings auch in seiner Amtszeit ungelöst. Erst mit dem Webster-Ashburton-Vertrag wurde der Konflikt im Jahr 1842 beigelegt. Noch vor Ablauf seiner Amtszeit starb Enoch Lincoln am 8. Oktober 1829. Er wurde in einem Mausoleum in Augusta beigesetzt. Die Stadt Lincoln im Penobscot County ist nach ihm benannt.

## Familie
Enoch Lincoln war der Sohn von Levi Lincoln, der von 1808 bis 1809 Gouverneur von Massachusetts gewesen war. Sein Bruder Levi übte zwischen 1825 und 1834 ebenfalls dieses Amt aus. Außerdem war Enoch Lincoln noch der Großonkel von Frederick Robie, der zwischen 1883 und 1887 Gouverneur von Maine war.